# 알렉산드로스 1세 (마케도니아)

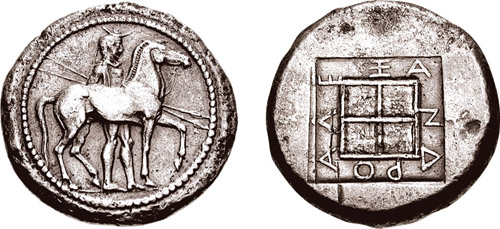

알렉산드로스 1세는 마케도니아의 왕(재위:기원전 498년~454년)이었다. 그는 페르시아의 크세르크세스 1세가 그리스를 공격했을 당시에 그리스가 페르시아에 항복하도록 강압했으나 이후 그리스에 물자와 조언을 제공하였다. 페르시아 군대가 플라타이아이 전투에서 패배하자, 아르타바주스의 지휘 아래에 소아시아로 후퇴하고 있었다. 그러나 생존자 4만 3천명 중 대다수는 스트루마 강에서 알렉산드로스 1세가 이끄는 부대의 공격을 받고 사망했다.
알렉산드로스는 페르시아와의 전쟁 끝에 마케도니아 왕국을 세웠다. 알렉산드로스는 마케도니아 최초로 자신이 헤라클레스의 후손임을 주장했으며, 이것이 헬라노디카이에서 받아들여져 고대 올림픽 게임에 참여하도록 허락받았다. 기원전 454년 그는 사망했고, 왕자 페르디카스가 왕위를 계승하였다.

## 같이 보기
- 고대 마케도니아인
- 마케도니아 왕국 사람 목록